# Solna högre allmänna läroverk
Solna högre allmänna läroverk var ett läroverk i Råsunda verksamt från 1923 till 1968.

## Historia
Skolan inrättades 1919 som en högre folkskola vilken 1 januari 1923 ombildades till en kommunal mellanskola. Skolan ombildades sedan 1944/45 till en samrealskola, från 1948 med ett kommunalt gymnasium.
1953 hade gymnasiet helt förstatligats och skolan benämndes då Solna högre allmänna läroverk. Skolan kommunaliserades 1966 och namnändrades därefter 1971 till Vasalundsskolan, från 1993 Vasalunds gymnasium, från 2003 benämnd Solna gymnasium. Studentexamen gavs från 1951 till 1968 och realexamen från 1923 till 1962.
Skolbyggnaden ritades av Nils Tesch, togs i bruk läsåret 1946/47 och invigdes 1948 av kronprins Gustaf Adolf.